# モストリー・モーツァルト・フェスティバル
モストリー・モーツァルト・フェスティバル（Mostly Mozart Festival）は、ニューヨーク市のリンカーン・センターで開催されている、一連のコンサートからなる夏の音楽祭である。現在の芸術監督はジェーン・モス（Jane Moss)、音楽監督はルイ・ラングレ（Louis Langree） 。
2006年にはモーツァルトの生誕250周年を祝う開催となった。長年にわたってこの音楽祭では「モーツァルトの作品、および彼の死後、彼の天賦の才に触発され、影響をうけながら生み出されたさまざまな音楽的作品」の数々が演奏されている。

## 歴史
この音楽祭の前身は、1966年8月1日に始まった「真夏のセレナーデ - モーツァルト・フェスティバル (Midsummer Serenades - A Mozart Festival) 」である。これはアメリカで初めての屋内音楽祭であり、リンカーン・センターが新しく空調設備付きのホールを整えたことにより可能となったものである。
1991年1月27日、リンカーン・センターでのモーツァルト没後200年記念祭は、エイブリー・フィッシャー・ホール（Avery Fisher Hall）やメトロポリタン歌劇場でのコンサートで開幕した。これは、モーツァルトの生涯と作品に対する世界最大の、そしてもっとも包括的な貢献をなすものであった。